# Umeko
Umeko ist ein Vorname.

## Herkunft und Bedeutung
Umeko ist ein weiblicher Name. Er stammt aus Japan.
Er wird gebildet aus den Kanjis 梅 (ume) (Aprikose, Pflaume) and 子 (ko) (Kind); es kann auch aus anderen Kanji-Kombinationen gebildet werden. Der Name bedeutet etwa Kind der Pflaumeblüte.

## Bekannte Namensträgerinnen
- Tsuda Umeko (1864–1929), japanische Pädagogin